# Zeiss Jena Theo 030

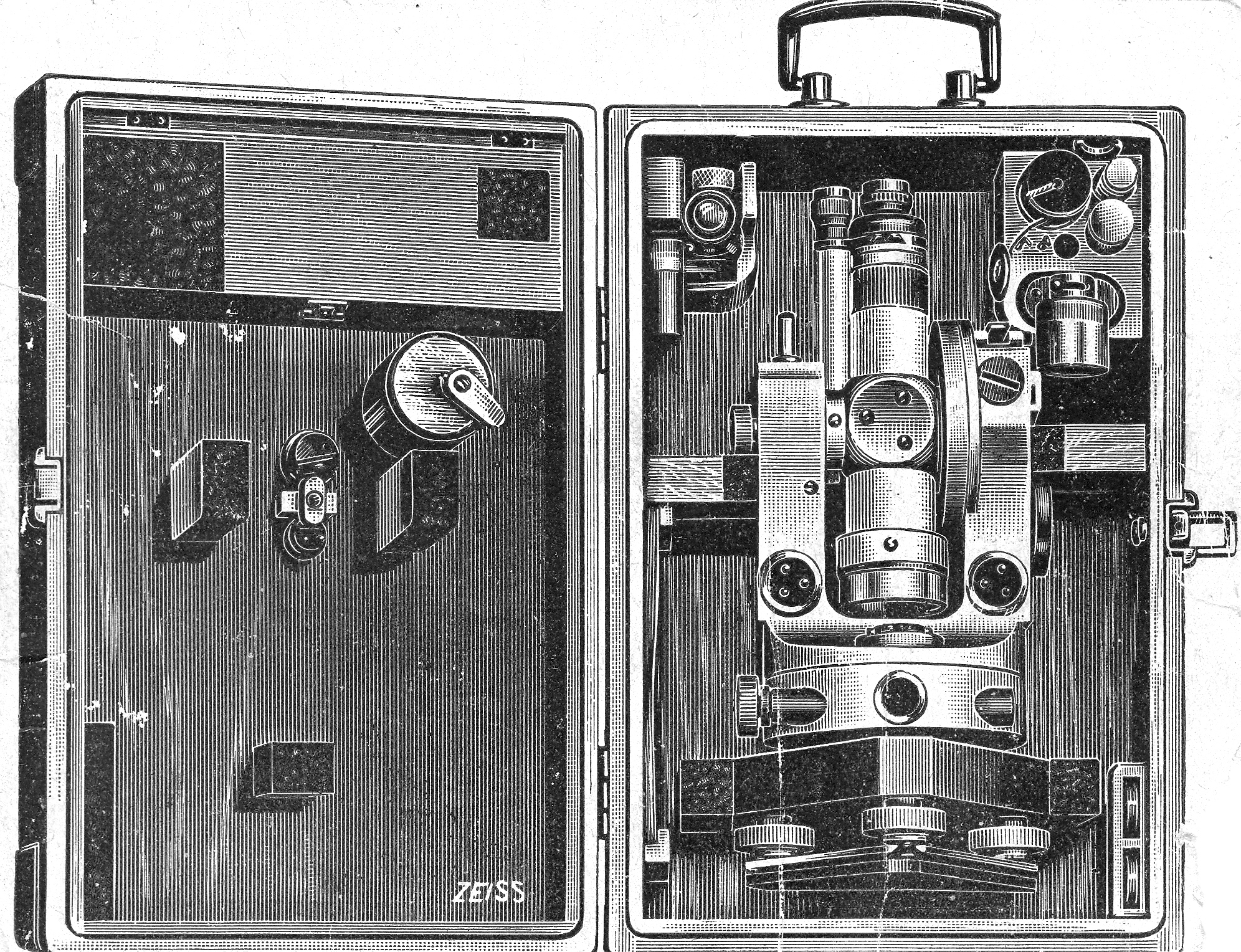
Teodolit Carl Zeiss Theo 030 v přepravní bedně.

Zeiss Jena Theo 030 je minutový teodolit firmy VEB Carl Zeiss Jena, vyráběný v padesátých letech 20. století (přibližně od roku 1950 do roku 1959). Byl používán pro podrobné měření nitkovou tachymetrií a pro další práce při podrobném mapování a vytyčování. Tento velmi úspěšný model byl později nahrazen vylepšeným nástupnickým modelem Zeiss Jena Theo 020.
Číselné označení v názvu přístroje vyjadřuje nejmenší rozlišitelný detail na vzdálenost 1 kilometr. Označení 030 tedy znamená, že bylo možné rozlišit detail o velikosti 30 centimetrů na vzdálenost 1 kilometr.

## Popis
Konstrukčně se jednalo o teodolit se skleněnými kruhy, dvouosý s repetiční svorou (to znamená, že na rozdíl od starších repetičních teodolitů neměl dvoje vodorovné ustanovky, ale pouze jedny, které byly doplněny takzvanou svorou, která přepínala funkci ustanovek mezi limbovými a alhidádovými. Jako odečítací pomůcka byl použit mřížkový mikroskop, úhloměrné kruhy byly děleny po jednom grádu nebo jednom stupni, mřížka unmožňovala odečítat dsetinné nebo šedesítiné minuty a odhadovat jejich desetiny. 
Výškové indexy byly urovnávány pomocí indexové libely. Dalekohled měl nitkový kříž včetně nitkového dálkoměru, který umožňoval měřit podrobné body metodou nitkové tachymetrie s přesností 0.30 m v poloze a 0.10 m ve výšce.
Teodolit využíval trojpodstavcovou soupravu systému Zeiss Jena. Dále bylo možné použít další doplňková zařízení, kterými byly:
- dvojobrazový dálkoměr DIMESS 006, který umožňoval pomocí speciální dálkoměrné latě měřit vzdálenosti s přesností 0,06 m
- magnetický usměrňovač
- buzolový nástavec
- nivelační libela
- bateriové osvětlení pro práce v podzemí a v nepříznivých světelných podmínkách[1]